# El Pedroso
El Pedroso er en by og kommune i det sydlige Spanien i provinsen Sevilla. Den har et indbyggertal på 2.074 (2024) indbyggere.